# پیچونوگی (استان اشوی‌داشکسیه)
پیچونوگی (به لهستانی: Pieczonogi) یک منطقهٔ مسکونی در لهستان است که در گمینا اولشنگتسا (استان اشوی‌داشکسیه) واقع شده‌است. پیچونوگی ۱۹۹٫۳ متر بالاتر از سطح دریا واقع شده‌است.